# Dolichoderus mesosternalis
Dolichoderus mesosternalis är en myrart som beskrevs av Wheeler 1915. Dolichoderus mesosternalis ingår i släktet Dolichoderus och familjen myror. Inga underarter finns listade i Catalogue of Life.